# HUS-Epidemie 2011
Die HUS-Epidemie 2011 (auch EHEC-Epidemie) ist eine im Mai 2011 zuerst in Deutschland beobachtete Häufung und Ausbreitung einer bis dahin nicht bekannten, schweren Verlaufsform eines hämolytisch-urämischen Syndroms (HUS) mit Durchfall. Nahezu alle betroffenen Personen lebten in Norddeutschland oder hielten sich dort zumindest zeitweise im April und Mai 2011 auf.
Als Ursache wurde EHEC (enterohämorrhagische Escherichia coli) angenommen, ein pathogener (krankheitsauslösender) Stamm des Darmbakteriums Escherichia coli („E. coli“). Am 10. Juni 2011 veröffentlichten das Bundesinstitut für Risikobewertung (BfR), das Bundesamt für Verbraucherschutz und Lebensmittelsicherheit (BVL) und das Robert Koch-Institut (RKI) unter Bezug auf Studien verschiedener Art, dass vermutlich Sprossengemüse der Überträger sei, die bisherige Warnung bezüglich Salat, Gurken und Tomaten sei aufgehoben. Für die Behörden und die Mehrheit der mit der Epidemie befassten Wissenschaftler gelten ökologische Bockshornkleesamen, die aus Ägypten nach Frankreich und an einen deutschen Biogartenbaubetrieb importiert wurden, mit großer Wahrscheinlichkeit als Quelle des Erregers; dagegen vertritt ein Bericht der Verbraucherorganisation Foodwatch vom Mai 2012 die Position, dass die Epidemie nicht vollständig aufgeklärt wurde. Ende Juli 2011 erklärte das Robert Koch-Institut die Epidemie in Deutschland für beendet. Insgesamt erkrankten 855 Menschen an HUS und 2.987 an Gastroenteritis; 53 Menschen starben an der Infektion.
Das Bakterium wurde serologisch anhand der Eigenschaften seiner Oberflächenproteine als EHEC-Stamm O104:H4 klassifiziert. Die Sequenzierung des bakteriellen Genoms ergab jedoch eine genetische Mischform verschiedener pathogener E. coli-Stämme, die neben EHEC-Erbgut zusätzlich wesentliche Anteile eines enteroaggregativen Escherichia coli (EAEC) enthält. Die Klassifizierung und Benennung dieses neuartigen E. coli-Stammes ist noch nicht erfolgt. Er wird in der Fachliteratur gegenwärtig als HUSEC (HUS-assoziierter E. coli) oder STEC (Shigatoxin-producing E. coli) bezeichnet.

## Ausbreitung

### Deutschland

Verlauf der HUS-Infektionen
(Stand 21. Juni 2011)

Verlauf der gemeldeten EHEC- und HUS-Fälle

Dem RKI wurden gemäß § 6 Infektionsschutzgesetz (IfSG) vom 1. Januar bis zum September 2011 bundesweit insgesamt 855 klinisch bestätigte HUS-Fälle gemeldet, darunter 35 Todesfälle, und gemäß § 7 IfSG 2.987 Nachweise des neuen EHEC-Typs bei Patienten, von denen 18 verstarben. Der Schwerpunkt lag mit etwa 75 % der Fälle in den vier nordwestlichen Ländern Hamburg, Schleswig-Holstein, Niedersachsen und Nordrhein-Westfalen, jedoch traten auch in allen anderen Bundesländern Fälle in unterschiedlicher Häufigkeit auf. Dagegen lag beispielsweise 2010 die berichtete Inzidenz von HUS lediglich bei 65. Aufgrund der zeitlichen und räumlichen Häufung der Fälle ist die Definition einer Epidemie erfüllt.
Die Erkrankungen traten in Deutschland zunächst lokal und zeitlich gehäuft als schwere und untypisch verlaufende Fälle eines hämolytisch-urämischen Syndroms mit Durchfall auf. Anders als bei bisher bekannten Verläufen von HUS durch EHEC war dieses Mal von Beginn an die Häufung von Fällen nicht bei Säuglingen und Kindern, sondern bei Erwachsenen, meist Frauen, und der besonders schwere Verlauf charakteristisch. Am 19. Mai 2011 wurden dem Gesundheitsamt Hamburg bereits zehn Fälle gemeldet. Die Häufung der Fälle wurde dem RKI mitgeteilt, das am 20. Mai 2011 mit der Befragung von Erkrankten in Hamburg begann. Als Ursache wurde ein vermutlich durch Nahrungsmittel übertragener Stamm von Escherichia coli identifiziert. Die Fälle waren fast ausschließlich auf Norddeutschland, vor allem Hamburg und Schleswig-Holstein, konzentriert. Frühe Fälle außerhalb Norddeutschlands ließen sich auf kurz zurückliegende Aufenthalte dort zurückführen oder waren mit Lieferungen von Gemüse aus Norddeutschland epidemiologisch verknüpft. Die Analyse der Krankengeschichten nach Befragung durch das RKI ergab als frühest nachweisbaren Erkrankungsbeginn (Durchfall mit später nachgewiesenem HUS) den 1. Mai 2011.
Nach ersten Fall-Kontroll-Studien durch das RKI wurde frisches Gemüse, darunter besonders Tomaten, Gurken und Blattsalate, als möglicher Übertragungsweg angenommen. Hierzu verglich man die Ernährungsgewohnheiten erkrankter Patienten mit jenen einer entsprechenden nicht erkrankten Kontrollgruppe. Insbesondere beim Verzehr frischer Tomaten ließ sich eine statistische Dosis-Wirkungsbeziehung zwischen der Verzehrmenge und der Erkrankungshäufigkeit nachweisen: Nach ersten Befragungen hatten 92 Prozent der Infizierten in den Tagen vor der Erkrankung rohe Tomaten gegessen, unter den Gesunden in der Kontrollgruppe waren es nur etwa 60 Prozent. Allerdings blieb der Erregernachweis auf Tomaten und Salat aus.
Tatsächlich gelten Sprossen aber seit einer großen EHEC-Epidemie von 1996 in Japan als mögliche Überträgerquelle von EHEC, worauf das Bundesinstitut für Risikobewertung, das vor Jahren bei Stichproben von Sprossen unter anderem EHEC nachgewiesen hatte, im Mai 2011 erneut hinwies. Am 5. Juni 2011 wurde der Verdacht, dass Sprossengemüse eine Infektionsquelle bei der Verbreitung des Ausbruchserregers sein könnte, damit begründet, dass ein Gartenbaubetrieb in Bienenbüttel-Steddorf im Landkreis Uelzen gemeinsamer Lieferant vieler Erkrankter sei. Außerdem war eine Beschäftigte des Betriebs an EHEC erkrankt. Laborergebnisse lagen zu diesem Zeitpunkt nicht vor. Dem Betrieb wurde vorsorglich zunächst die Auslieferung von Sprossen, später auch von anderen Produkten, untersagt, spätere Laboruntersuchungen konnten bei 1000 Proben direkt aus dem Unternehmen allerdings keine EHEC-Erreger nachweisen.
EHEC-Erreger des Typs O104:H4 auf Gurken fanden sich dagegen am 8. Juni 2011 in einer Biotonne in Magdeburg, in der sich auch Essensreste einer Familie befanden, von der drei Personen an EHEC erkrankt waren. Allerdings konnte ein Bezug der Gurken zu dem Unternehmen in Bienenbüttel nicht hergestellt werden, und es blieb unklar, ob die Erreger primär auf diese Gurken oder sekundär durch Kontakt zu anderen Quellen kontaminiert worden waren.
Das RKI informierte am 9. Juni 2011, der inzwischen beobachtete Rückgang sei möglicherweise auf eine „Veränderung im Verzehrverhalten der Bevölkerung hinsichtlich Gurken, Tomaten und Blattsalaten“ zurückzuführen, erwähnte also Sprossengemüse in diesem Zusammenhang nicht.
Am 10. Juni 2011 dagegen wurden im Abfall einer Familie im Rhein-Sieg-Kreis, von der zwei Mitglieder Mitte Mai 2011 an EHEC erkrankt waren, erstmals auf Sprossen, die von diesem Unternehmen stammten, EHEC-Erreger des Typs O104:H4 nachgewiesen. Allerdings war die Packung bereits geöffnet, so dass auch hier nicht auszuschließen war, dass die Sprossen durch andere Umstände kontaminiert worden waren.
Ebenfalls am 10. Juni 2011 veröffentlichten BfR, BVL und RKI in einer gemeinsamen Pressekonferenz, dass mit hoher Wahrscheinlichkeit der Verzehr von Sprossengemüse Ursache des Ausbruchs sei. Die Aussage beruhe unter anderem auf den Erkenntnissen aus einer rezeptbasierten Restaurant-Kohortenstudie des RKI. Die bisherige Warnung bezüglich Salat, Gurken und Tomaten wurde aufgehoben.
Am 17. Juni 2011 wurde veröffentlicht, dass 20 von 65 Personen, die in Göttingen Speisen (nicht Sprossen) eines Catering-Unternehmens bei Kassel gegessen hatten, an EHEC O104:H4 erkrankt waren. Eine Beschäftigte des Unternehmens erwies sich später ebenfalls als an EHEC O104:H4 erkrankt. Dieser Ablauf wurde als Hinweis einer direkten oder über kontaminierte Gegenstände erfolgten Übertragung des EHEC O104:H4 vom Menschen auf Lebensmittel gedeutet. Meldungen über das Auftreten des Erregers vom Typ O104:H4 in einem Bach in Frankfurt am Main erwiesen sich als falscher Alarm.
Bislang wurden keine Fälle einer Übertragung in Krankenhäusern oder anderen medizinischen Einrichtungen beschrieben. Wiederholt wurde dagegen in der Öffentlichkeit auch durch Behörden dargestellt, der Erreger der Epidemie könne durch Gülle auf Lebensmittel übertragen worden sein. Der Hinweis von Produzenten von Gurken, Tomaten und Salat, dass diese Produkte vor allem im Frühjahr in Gewächshäusern gezogen werden, wo Gülle nicht eingesetzt wird, oder es sich sogar wie bei Sprossen um Hydrokulturen handelt, fand ebenso wenig Beachtung wie die Angabe eines Bakteriologen, dass ein Kolonisieren des Ausbruchsstamms bislang nur beim Menschen, nicht bei Wiederkäuern, nachgewiesen worden ist, so dass bisher davon auszugehen sei, dass ausschließlich der Mensch als Reservoir für EHEC O104:H4 dient, was typisch für Stämme der enteroaggregativen E. coli (EAEC) ist. Der Sorge vor einer Übertragung des Erregers von Mensch zu Mensch entspricht, dass einige Landesbehörden und Gesundheitsämter im Rahmen ihrer regionalen Weisungsrechte unter Hinweis auf § 34, 42 IfSG verboten haben, dass nicht an EHEC erkrankte enge Kontaktpersonen von Erkrankten in Schulen, Kindergärten, im Lebensmittelbereich und in bestimmten medizinischen Bereichen arbeiten, bevor durch Stuhlkulturen sichergestellt ist, dass diese Kontaktpersonen keine Ausscheider sind. Einige Behörden haben EHEC-Erkrankten unabhängig von Stuhl-Untersuchungen etwa den Besuch von Massenveranstaltungen untersagt. Andere Behörden haben solche Verbote nicht oder davon nur einige Verbote ausgesprochen.
Ende Juli 2011 erklärte das Robert Koch-Institut die Epidemie für beendet, nachdem der letzte Erkrankungsfall in Verbindung mit den Keimen drei Wochen zuvor gemeldet worden war. In Deutschland kamen 50 Menschen durch den aggressiven Darmkeim ums Leben, während 4321 Erkrankungsfälle registriert wurden.
| Kategorie                                                         | Fallzahlen (davon Todesfälle) | Letzter Erkrankungsbeginn   |
| ----------------------------------------------------------------- | ----------------------------- | --------------------------- |
| EHEC Erkrankungen Infektionen mit nicht erfülltem klinischen Bild | 3.043 (17) 426 (1)            | 17. Juli 2011 30. Juni 2011 |
| HUS Erkrankungen Verdachtsfälle                                   | 732 (28) 120 (4)              | 10. Juli 2011 2. Juli 2011  |
| Summe                                                             | 4.321 (50)                    |                             |

Beginn der zwei letzten klar zum Ausbruch gehörenden Erkrankungsfälle ist der 4. Juli 2011.
(Stand 25. Juli 2011 10.00 Uhr)

### Frankreich
In Frankreich gibt es seit dem 22. Juni 2011 dokumentierte Fälle eines separaten Ausbruchs der Epidemie in der Region um Bordeaux, die Betroffenen waren seit dem 1. Mai 2011 nicht in Deutschland. Für den Ausbruch ist der gleiche Serotyp verantwortlich wie in Deutschland, die Bakterienstämme sind genetisch verwandt, was eine gemeinsame Ursache sehr wahrscheinlich erscheinen lässt. Auch in Frankreich geht man davon aus, dass Sprossen dabei eine Rolle spielen.

### Europa außerhalb Deutschlands und Frankreichs
In folgenden Ländern wurden bis zum 9. Juni 2011 HUS- und STEC-Fälle gemeldet, die laut EU-Behörden mit denen in Deutschland in Zusammenhang stehen: Österreich, Tschechische Republik, Dänemark, Frankreich, Niederlande, Norwegen, Polen, Spanien, Schweden, Vereinigtes Königreich, Griechenland, Luxemburg und Schweiz. Das Europäische Zentrum für die Prävention und die Kontrolle von Krankheiten (ECDF) und die Europäische Behörde für Lebensmittelsicherheit (EFSA) gaben am 3. Juni 2011 gemeinsam eine entsprechende Gesundheitswarnung heraus.

### Weltweite Fälle
Aus Kanada und den USA wurden einzelne Fälle gemeldet, bei denen von einer Verbindung zu den Fällen in Deutschland ausgegangen wird.

## Erreger

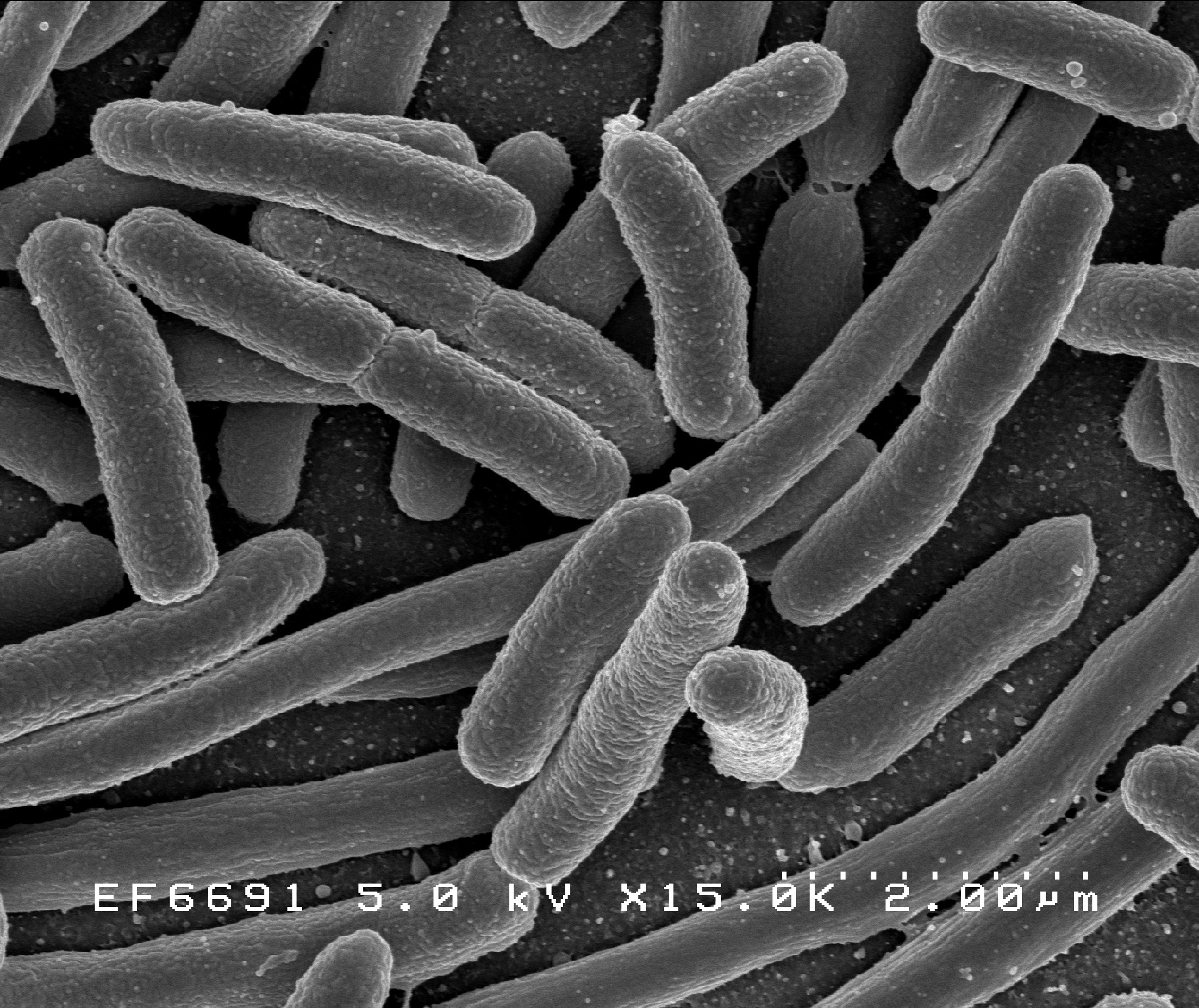
Kolonie von E. coli (REM-Aufnahme)

Aufgrund der Epidemiologie des Ausbruches wurde unmittelbar die Ausbreitung eines EHEC-Stammes angenommen. Das Nationale Konsiliarlabor für HUS an der Universität Münster konnte am 26. Mai 2011 aufgrund der serologischen Eigenschaften der Isolate den Erregerstamm HUSEC041 des Sequenztyps ST678 (Serotyp O104) identifizieren. Die H-Antigene der Fimbrien wurden dem Typ H04 zugeordnet. Erreger des Serotyps O104:H4 sind seit etwa 10 Jahren bekannt, wurden aber sehr selten nachgewiesen und waren bisher nicht Auslöser großer Epidemien.
Eine erste, noch in nicht zusammenhängenden Fragmenten durchgeführte Sequenzierung des bakteriellen Genoms wurde am 2. Juni 2011 vom BGI in Peking mitgeteilt. Die erste Analyse der Sequenzdaten zeigte, dass der neu isolierte Stamm auch genetische Eigenschaften einer enteroaggregativen E. coli (EAEC) enthält und damit eine genetische Mischung von mindestens zwei verschiedenen Stämmen vorliegt. Diese neue genetische Eigenschaft könnte die geringe Quote der Erregernachweise bei den neu aufgetretenen HUS-Erkrankungen erklären (nur etwa 60 %), da der Erreger mithilfe der Eigenschaften eines EAEC erheblich effektiver an Darmzellen anhaftet und so länger im Dickdarm verbleiben kann. Die neue Kombination des Genoms ist vermutlich durch den natürlich vorkommenden Mechanismus eines horizontalen Gentransfers entstanden, bei dem Bakterien auch unterschiedlicher Spezies genetische Information austauschen können (Konjugation).
Wie die meisten der klassischen EAEC-Stämme ist auch der Ausbruchsstamm ein sogenannter ESBL-Bildner, das heißt, er produziert spezielle β-Lactam-spaltende Enzyme (β-Lactamasen), die eine Resistenz gegenüber einer großen Zahl von Antibiotika begründen.

## Erkrankung
Der Erreger wird peroral, sehr wahrscheinlich überwiegend durch kontaminierte Lebensmittel, aufgenommen. Er wird durch das saure Milieu des Magens nicht inaktiviert, womit seine krankmachenden Eigenschaften erhalten bleiben. Um eine Erkrankung auszulösen, genügen als Infektionsdosis 10 bis 100 Bakterien. Nach Vermehrung im Dickdarm (Colon) und Anheftung an spezielle Strukturen an den Epithelzellen der Darmwand kommt es durch Absterben und Lyse einiger Bakterien zur Freisetzung von bakteriellem Shiga-Toxin (STX2). Diese führen zunächst lokal zur Schädigung des Darmepithels (Nekrose), wodurch Wasser nicht mehr aus dem Verdauungsbrei entfernt werden kann und es somit zu wässrigen Durchfällen kommt. Diese sind aufgrund der Schädigung der Darmwand und der darin liegenden Kapillargefäße oft blutig (hämorrhagisch). Die Erkrankung kann als milde Verlaufsform in diesem Stadium einer hämorrhagischen Dickdarmentzündung verbleiben und durch Elimination der Bakterien durch Ausscheidung und durch die lokale Immunabwehr beendet werden. In vielen Fällen kommt es jedoch zu einem Übertritt der bakteriellen Toxine in die Blutbahn, was offenbar bei dem Ausbruchsstamm, der das STX2-Toxin in höheren Mengen als übliche EHEC-Stämme produzieren kann, häufiger und in höherer Konzentration geschieht.
Mit der Verbreitung der bakteriellen Toxine geht die ursprünglich lokal begrenzte Erkrankung in eine systemische Vergiftung über, bei der das STX2 Endothelzellen der Blutgefäße, vor allem jener der Nierenkörperchen, zerstört. Durch die Zerstörung von Nierenendothelzellen kommt es zur Einschränkung der Filtrationsrate und durch die zusätzlichen entzündlichen Reaktionen in der Niere zu einer Einschränkung der Nierenfunktion bis hin zum kompletten Nierenversagen. Die Bindung des STX2 an rote Blutkörperchen führt zu deren Zerstörung (Hämolytische Anämie). Diese Zerstörung wird durch eine Aktivierung des Komplementsystems vermittelt. Die Schädigung der die Blutgefäße auskleidenden Zellen (Endothelzellen) durch das STX2 führt zur lokalen Entzündung, einer lokalen Zusammenklumpung von Blutplättchen (Thrombozyten) und durch die überschießende Aktivierung des Gerinnungssystems zu einer Gerinnungsstörung. Dies hat einen hohen Verbrauch der Blutplättchen mit Verringerung ihrer Konzentration im Blut (Thrombozytopenie) zur Folge. Als Zeichen der Zerstörung der roten Blutkörperchen findet man im Blutausstrich zerstörte Erythrozyten (Fragmentozyten) und vermehrt unreife Erythrozyten (Retikulozyten). Das durch zerstörte Erythrozyten freigesetzte Hämoglobin beeinträchtigt die Nierenfunktion zusätzlich. Da nur das in Erythrozyten gebundene Hämoglobin zum Sauerstofftransport beiträgt, ist unter Umständen auch die Versorgung anderer Organe eingeschränkt. Durch eine Thrombozytopenie und systemische Entzündungsreaktionen kann es zu einer Verbrauchskoagulopathie (Gerinnungsstörungen) kommen.
Neben der Schädigung der Blutgefäße, der Nieren und der Blutzellen besitzt STX2 auch neurotoxische Wirkung, das heißt, das Zentralnervensystem wird beeinträchtigt, und es können neurologische Störungen bis hin zu epileptischen Krampfanfällen (Grand mal) auftreten, die längere Zeit anhalten können (Status epilepticus) und durch übliche Medikamente nur schwer zu durchbrechen sind.
Die schweren Verlaufsformen können durch ein Multiorganversagen zum Tod führen. Dabei kommt es zu einer irreversiblen Nierenschädigung mit Urämie, verbunden mit einer nicht beherrschbaren Gerinnungsstörung mit Mikrothromben in zahlreichen Organen.

## Labordiagnostik
Als Untersuchungsmaterial dienen Abstriche von möglicherweise kontaminierten Oberflächen oder Stuhlproben von Patienten. Der Erreger lässt sich prinzipiell wie alle E. coli-Stämme auf Blutagar-Platten kulturell anzüchten. Jedoch ist der neue Ausbruchserreger nur in der Minderzahl der Fälle auf einer Agarplatte aus Stuhlproben isolierbar; bei der Diagnostik werden daher empfindlichere molekulare Verfahren (PCR) oder Toxinnachweisverfahren angewandt. Bei der Anzucht auf Sorbitol-McConkey-Agarplatten zeigt der neue Stamm die Fähigkeit zur Fermentierung von Sorbitol. Die Resistenztestung auf ESBL-Platten zeigt die Produktion von ESBL, wobei eine Empfindlichkeit gegenüber Ciprofloxacin und Aminoglykosiden vorliegt. Serologisch ist der Ausbruchsstamm der E. coli-Serogruppe O104 mit dem H-Antigen H4 zugeordnet. Die Differenzierung des Ausbruchstammes HUSEC041, O104:H4 ist durch Identifizierung spezieller Genabschnitte, in der Regel mittels PCR, möglich. Dabei zeigt sich bei den typischen Genen für EHEC, dass diese für Shiga-Toxin-1 (stx1) negativ, stx2 positiv, Intimin (eae) negativ und iha (Eisenaufnahmesystem) positiv sind.
Der Nachweis des vom Bakterium produzierten und auch im Stuhl vorkommenden stx2 kann auch durch ELISA-Tests erfolgen. Dieser Toxinnachweis ist auch als Schnelltestverfahren durchführbar und wird beim Screening von Verdachtsfällen verwendet. Serologisch ist ein unspezifischer Nachweis von anti-LPS-IgM-Antikörpern nur dann hinweisend, wenn ein signifikanter Titeranstieg zwischen zwei in zeitlichem Abstand entnommenen Blutproben im Zusammenhang mit der Erkrankung nachgewiesen wird. Dieser serologische Nachweis von Anti-LPS-IgM oder -IgG hat während des Ausbruchsgeschehens keine Bedeutung.
Häufig ist der Nachweis des Erregers oder seiner spezifischen Genabschnitte in Stuhlproben erkrankter Patienten nicht erfolgreich, da der Erreger nicht sicher dauerhaft ausgeschieden wird. Ein negativer Befund schließt bei Vorliegen der klinischen Symptomatik gemäß der Falldefinition eine epidemische HUS-Erkrankung nicht aus.
Das nationale Referenzlabor am BfR hat unter dem Eindruck des massiven EHEC-O104:H4-Ausbruchs in Deutschland eine spezifische quantitative Echtzeit-PCR für Escherichia coli an Lebensmittelproben und O104:H4-Referenzstämmen erprobt. Diese beruht auf der schnellen, quantitativen Erkennung von Shigatoxin-Genen und dem wzx-Gen von Escherichia coli O104:H4. Das Detektionssystem ist geeignet, aus Anreicherungskulturen von verdächtigen Lebensmitteln EHEC O104:H4 nachzuweisen.
Die Abteilung für Klinische Chemie, Massenspektrometrie und Proteomik am Universitätsklinikum Hamburg-Eppendorf entdeckte einen Biomarker, der es ermöglichte mittels MALDI-TOF MS eine Schnellanalytik verdächtiger Kolonien vorzunehmen.

## Therapie
Die Therapie einer klassischen HUS-Erkrankung beschränkt sich auf eine symptomatische Behandlung der Anämie, der Gerinnungsstörung und des Nierenversagens. Gleichzeitig wird bei schweren Verlaufsformen die Auswaschung der bakteriellen Toxine angestrebt. Die Behandlung der neu aufgetretenen schweren Verlaufsform wird intensivmedizinisch durchgeführt. Die durch Zerstörung der Erythrozyten hervorgerufene Anämie kann durch Gabe von Erythrozytenkonzentraten ausgeglichen werden, falls der HB-Wert unter 6,0 g/dl fällt. Eine Plasmapherese, mit der die Toxine aus der Blutbahn entfernt werden können, soll bei Nierenbeteiligung, schwerer Hämolyse und Thrombopenie (Thrombozyten unter 100.000 pro mm³) oder neurologischer Symptomatik erfolgen. Für die Plasmapherese wird gefrorenes Frischplasma (FFP) von Blutspendern verwendet. Die Gerinnungsstörung wird durch Gabe von Heparin behandelt. Bei schwersten Verläufen kann insbesondere bei Schwangeren und Kindern nach einer Plasmapherese auch zusätzlich eine Hämofiltration durchgeführt werden. Eine Unterdrückung des Durchfalls und damit eine Verhinderung der Erregerreduktion im Darm (beispielsweise durch Loperamid) ist kontraindiziert.
Eine Behandlung mit Antibiotika ist bei klassischen HUS-Fällen nicht indiziert, da es zu einer Induktion der Toxinsynthese im Bakterium und zu einer erhöhten Freisetzung bakterieller Toxine aus zerstörten Bakterien kommen kann. Auch kann die Dauer der Erkrankung durch die Gabe verlängert sein. Da der Ausbruchsstamm 2011 jedoch Eigenschaften eines EAEC besitzt, damit an den Darmepithelzellen fester anhaftet und er dadurch bereits primär sehr lange im Darm persistieren könnte, wird eine Gabe von bestimmten Antibiotika diskutiert, um eine dauerhafte Toxinproduktion zu unterbinden. Eine Behandlung mit Carbapenemen wird in bestimmten Fällen von den Fachgesellschaften als vertretbar angesehen, ebenso der Einsatz moderner Makrolide, Rifampicin oder das nur im Darm wirkende Rifaximin. Prinzipiell sind dies jene Antibiotika, die den Proteinsynthese-Stoffwechsel des Bakteriums hemmen und dadurch auch eine Produktion des Toxins unterbinden könnten. Eine solche antibiotische Behandlung zur Entfernung des pathogenen Bakteriums ist bei den klassischen enteroaggregativen E. coli üblich, auch wenn diese kein Shiga-Toxin 2 bilden können.
Um die Zerstörung der Erythrozyten durch das stx2 medikamentös zu verhindern, wird auch der Einsatz von Eculizumab bei schwersten Verläufen diskutiert. Dies ist ein monoklonaler Antikörper, der durch Bindung an die Komplementkomponente C5 die Aktivierung des Komplementsystems, die durch Bindung des stx2 an Erythrozyten ausgelöst wird, verhindern kann.

## Prävention
Ein Erhitzen von Lebensmitteln auf über 70 °C Kerntemperatur für mindestens 2 Minuten inaktiviert das Bakterium, bei Fleisch wird dies durch Durchgaren erreicht. Bei Lebensmitteln wie Gemüse wird zur Reduzierung der Keimzahl gründliches Waschen empfohlen. Als allgemeine hygienische Maßnahmen zur Reduzierung der Keimzahl gelten das regelmäßige Waschen der Hände mit Seife, die Verwendung von Einmal-Papierhandtüchern und strikte Sauberkeitsregeln beim Zubereiten von Speisen. Zum Abtöten der Erreger (Desinfektion) auf Oberflächen von Gegenständen dienen bakterizide Desinfektionsmittel, die allerdings bei unsachgemäßer Anwendung zu Nachteilen wie Resistenz und Sensibilisierung führen können, oder Sterilisationsverfahren, die im Normalhaushalt nicht durchführbar sind.

## Ökonomische und politische Auswirkungen der HUS-Epidemie
Die Berichterstattung in den Medien führte in der Branche zu langfristigen Umsatzeinbußen (beispielsweise auch bei Essensständen auf Straßenfesten in Süddeutschland). Selbst Betriebe, die teure Laboranalysen im Rahmen eines strengen HACCP-Konzeptes zur Eigenkontrolle schon vor der Krise etabliert hatten, waren massivst betroffen. Der Gesamtschaden belief sich nach Angaben des Deutschen Bauernverbands (DBV) auf 75 Mio. Euro.

### Zeitweise Warnung vor dem Verzehr von rohen Gurken, Tomaten und Salat in Deutschland
Am 25. Mai 2011 warnten das RKI und das BfR mit der Bekanntgabe von Ergebnissen einer Studie des RKI zu EHEC/HUS vor dem Verzehr von rohen Gurken, Tomaten und Blattsalat. Das Bundesverbraucherministerium begrüßte diese Warnung und gab seinerseits entsprechende Warnungen heraus, die es vorsorglich trotz fehlenden Erreger-Nachweises mehrfach erneuerte. In der Folge stellte Umfragen zufolge etwa die Hälfte der Deutschen ihre Ernährung um und verzichtete auf dieses frische Gemüse. In der deutschen Gemüseindustrie kam es zu enormen Absatzeinbrüchen; der Anbieter Gemüsering sprach von bis zu 80 Prozent Rückgang.
Das BfR hob diese Warnung am 10. Juni 2011 auf.

### De-facto-Importverbot für Gurken aus Spanien
Nachdem am 26. Mai 2011 auf spanischen Gurken EHEC-Bakterien nachgewiesen wurden (die sich später allerdings als von anderem Typ erwiesen als die mit dem Ausbruch assoziierten E. coli), erließen die zuständigen Ministerien in Nordrhein-Westfalen, Baden-Württemberg und Bayern Vorschriften, die von den Händlern Unbedenklichkeitsnachweise für spanische Gurken forderten, was einem De-facto-Importverbot gleichkam. Die EU-Kommission entfernte am 1. Juni 2011 unter Hinweis auf die jüngsten Untersuchungsergebnisse den Warnhinweis zu spanischen Gurken wieder aus dem europäischen Schnellwarnsystem. Nordrhein-Westfalen hob den Erlass am 3. Juni 2011 auf.
Die Hamburger Behörde für Gesundheit und Verbraucherschutz gab in einer Pressekonferenz am 26. Mai 2011 bekannt, dass bei der Untersuchung von Lebensmittelproben EHEC-Erreger auf Salatgurken aus Spanien nachgewiesen worden seien. Dieses Ergebnis – so die damalige Mitteilung der Senatorin für Gesundheit und Verbraucherschutz – sei ein echter Durchbruch bei der Suche nach der Quelle des Erregers, der für die EHEC-Infektionswelle verantwortlich sei. Auch wurde der Name des spanischen Unternehmens genannt, aus dessen Vertrieb die Gurken stammten.
Der Stadtstaat Hamburg wurde vom Landgericht Hamburg zum Ersatz des Schadens verurteilt, der spanischen Gurkenlieferanten entstanden war. Im Berufungsverfahren beim Oberlandesgericht einigte sich das Land mit den beiden Klägern auf die Zahlung „eines mittleren sechsstelligen Betrags“. Spanische Quellen nennen Beträge von 400.000 € und 700.000 €, rund die Hälfte der geltend gemachten Summe.

### Warnung vor dem Verzehr von Erzeugnissen aus Bockshornkleesamen

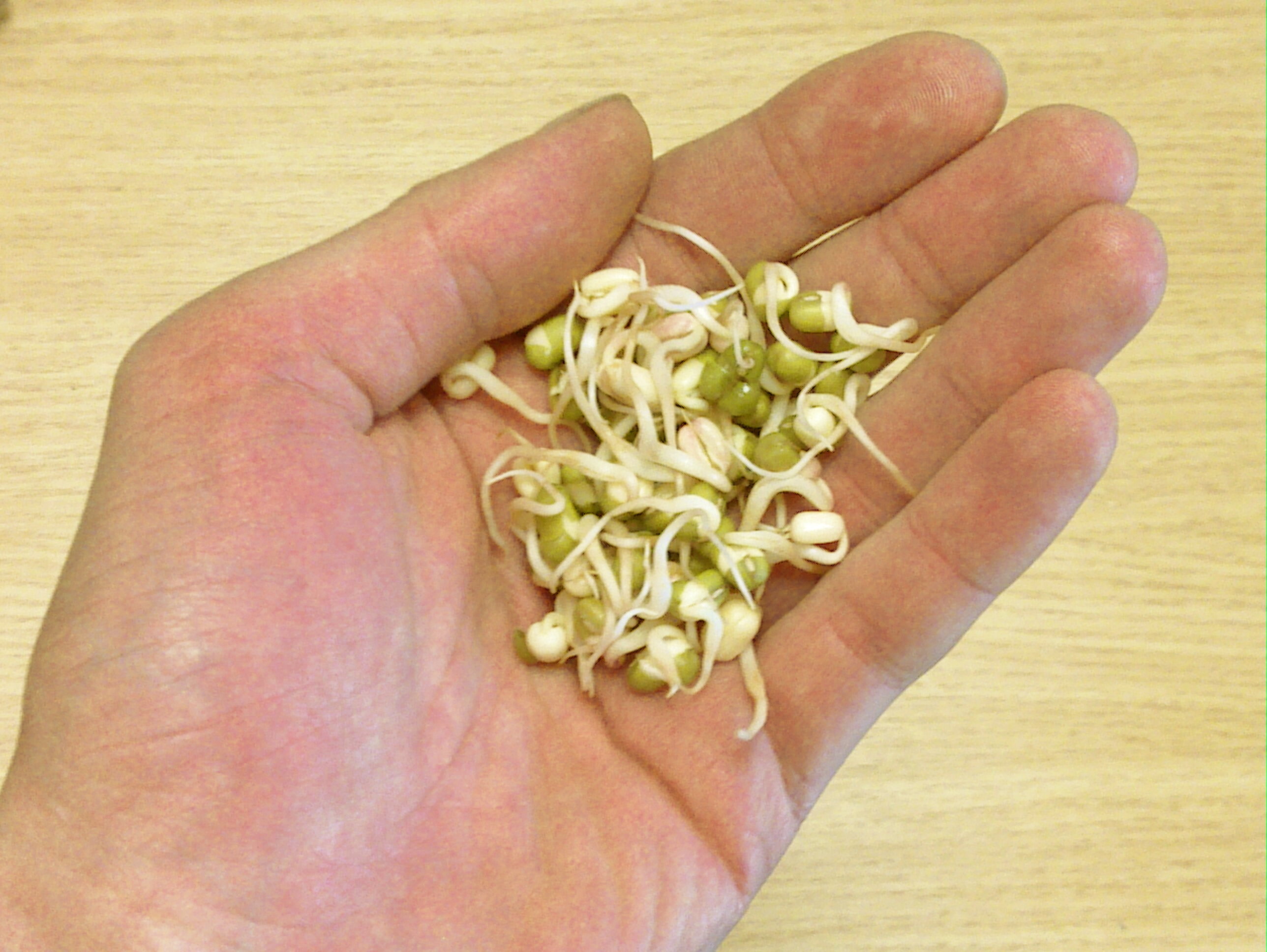
Sprossen von Mungobohnen

Das deutsche Bundesinstitut für Risikobewertung (BfR) gab am 6. Juni 2011 eine Warnung vor dem Verzehr von Sprossen heraus. Dem schloss sich das RKI an. Obwohl zu diesem Zeitpunkt der direkte Nachweis des Erregers noch fehlte, war die Indizienkette so belastend, dass davon ausgegangen wurde, dass der Ausbruch der Epidemie hier seinen Ausgang nahm. Im Gegensatz zu der Verzehrwarnung für Tomaten, Gurken und Blattsalat, die am 10. Juni 2011 aufgehoben wurde, bestand die Verzehrwarnung für Sprossen bis zum 21. Juli fort. Am 30. Juni 2011 teilte das BfR mit, dass Samen des Bockshornklees aus Ägypten mit großer Wahrscheinlichkeit die Ursache des EHEC-Ausbruchs waren. Da nicht auszuschließen sei, dass der Erreger bereits in kommerziell angebotenen Keimlingen enthalten sei, wurde auch vom Verzehr daraus selbst gezogener Sprossen abgeraten. Am 21. Juli 2011 lockerte das Robert Koch-Institut die allgemeine Verzehrwarnung vor rohen Sprossen und Keimlingen. Die Warnungen vor ägyptischen Bockshornkleesamen und daraus gezogenen Sprossen und Keimlingen bleibt bestehen. Für die EU galt ein Importverbot für Bockshornklee- und weitere Samen aus Ägypten bis 31. Oktober 2011.
Das BfR befasst sich in einer Stellungnahme vom 26. Juli 2011 mit der Bedeutung von EHEC O104:H4 in Bockshornkleesamen, die zu anderen Lebensmitteln als Sprossen und Keimlingen weiterverarbeitet werden. Danach werden Bockshornkleesamen in Lebensmitteln wie Käse, Kräutertees, Senf, Currygewürzen und Nahrungsergänzungsmitteln verwendet. Aus geschmacklichen und technologischen Gründen (Neutralisierung von Bitterstoffen) werden Bockshornkleesamen vor der Zugabe zu Lebensmitteln üblicherweise erhitzt. Lebensmittelunternehmern wird empfohlen, zu prüfen, ob Material aus einer möglicherweise kontaminierten Charge Bockshornkleesamen verwendet wurde und ob die betrieblichen Prozessverfahren zur sicheren Abtötung des Keims in und auf den Samen geeignet sind. Verbrauchern wird geraten, Bockshornkleesamen zunächst kräftig zu erhitzen, z. B. durch Rösten in der Pfanne. Kräutertees mit Bockshornkleesamen sollten wie alle Kräutertees mit kochendem Wasser aufgegossen werden und mindestens 5 Minuten ziehen. Wasser aus Heißwasserspendern ist nicht heiß genug, um Bakterien sicher abzutöten.

### Kompensationszahlungen an betroffene Landwirte
EU-Landwirtschaftskommissar Dacian Cioloș sicherte den betroffenen Landwirten nach einem Treffen mit den europäischen Landwirtschaftsministern am 8. Juni 2011 finanzielle Beihilfen zu. Bis zu 70 % der Umsatzeinbußen sollen ersetzt werden. Hierfür standen 210 Mio. Euro zur Verfügung. Die ersten Zahlungen sollten im Juli erfolgen. Von den schlussendlich 227 Mio. Euro als Entschädigungszahlung festgelegten Geldmitteln der EU-Kommission gingen nur 16 Mio. Euro an die deutschen Bauern.

### Änderungen in der Gesetzgebung
Ab 1. Juli 2013 wurden EU-weit neue Regelungen in Kraft gesetzt. Dazu gehört unter anderem eine Zulassungspflicht für Betriebe, die Sprossen herstellen, und ein neues Lebensmittelsicherheitskriterium für Sprossen im Rahmen der Verordnung (EG) 2073/2005, das regelmäßige Untersuchungen beim Hersteller verpflichtend macht.

## Offene Fragen
Die Deutsche Gesellschaft für Krankenhaushygiene (DGKH) wies im Februar 2012 auf offene Fragen und bislang ungeklärte Zusammenhänge hin und stellte fest: „Warum es in Deutschland zu einem der größten EHEC Ausbrüche und dem größten HUS-Ausbruch kommen konnte, ist bislang letztlich als ungeklärt zu betrachten.“ Im Mai 2012 vertrat die Verbraucherorganisation Foodwatch in ihrer Analyse „Im Bockshorn“ die These: „Der EHEC-Ausbruch 2011 ist nicht aufgeklärt, für Herkunft und Ausbreitung des Erregers gibt es keine überzeugende Erklärung.“ Die Analyse bemängelte auch, dass die Rückverfolgbarkeit von Lieferwegen in der Praxis mangelhaft sei.